# Pelle Lidell
Per Arne "Pelle" Lidell, född 8 maj 1962 i Stockholm, är en svensk trummis, musikentreprenör och internationell verksam A&R-chef. År 2011 var han även en av medlemmarna i den svenska Idol-juryn.

## Karriär
Lidells karriär började 1977 då han som 15-åring etablerade sig som trummis på Stockholms punk- och new wave-scen. Lidell turnerade och gjorde studioinspelningar med bland annat Four Mandarines, Cathy & The Heat och Alien Beat. Lidell spelade även trummor på Noice andra platinasäljande album från 1980, "Bedårande barn av sin tid" samt inspelningar på Noice fjärde album "Europa". Lidell spelade även trummor på det det svenska punkbandet Bitch Boys debutalbum.
Under 1980-talet spelade och turnerade Lidell med bland annat Magnus Lindberg, 123, Lacrosse, Py Bäckman och Trance Dance, och var även verksam som musikbransch-entreprenör i Stockholm och London där hans band 123 International blev kontrakterade av Virgin Records. I början av 1990-talet var Lidell verksam som studiotrummis och A&R-manager i Los Angeles, USA.
1994 tog Lidell över som A&R-chef för Air Chrysalis Scandinavia. Där kontrakterade han bl.a Millencolin (Burning Heart/Epitaph), Burning Heart Records musikförlag Songs & Stories (Refused, Hives m.fl), Anders Bagge, Weeping Willows (Grand/Virgin), Dreamworld (Rair/Echo/BMG), Grass Show (EMI/Food), Superswirls (Arcade), Yvonne (Beat That), Later Inc (Peter Hallström & Lars Andersson), Herbie Crichlow, The Motorhomes (Sony Music), Honeycave (Mega) , Baxter (Maverick/Warner), , Robot (Starboy Recordings/BMG), Pierre Jerksten, Paul Rein (Christina Aguilera, Jessica Simpson), musikförlaget Rive Droite (Cher), Leftfield (Sony Music), svenska Grammisvinnarna Joyride (Marianne) och norska Grammisvinnaren Bertine Zetlitz (EMI) samt arbetade med musikförlagen Chrysalis Music (David Bowie, Portishead, Billy Idol m.fl), Hamstein Music Company (ZZ Top m.fl) och J. Albert & Sons (AC/DC m.fl) för den skandinaviska marknaden. Lidell fick under sin tid på Air Chrysalis Scandinavia sin första förstaplacering på Billboard Hot 100 med Christina Aguilera och hitsingeln "Come On Over (All I Want Is You)".  
I augusti 1999 lämnade Lidell Air Chrysalis Scandinavia och blev delägare och VD för musikförlaget Murlyn Songs AB. Han ledde bolaget mellan 1999 och 2005 och kontrakterade där ett antal internationellt framgångsrika upphovsmän och producenter. Murlyn Songs upphovspersoner skrev hits till bland andra Jennifer Lopez, Madonna, Britney Spears, Celine Dion, Sugababes, Ronan Keating och Christina Milian. Under sin tid hos Murlyn Songs belönades Lidell för sin roll i svensk export av populärmusik av upphovsrättsorganisationen STIM.
I april 2005 tillträdde Lidell rollen som European A&R Executive för Universal Music Publishing UK samt startade upp konsultbolaget Firmapal AB. Han levererade hitlåtar och förstaplaceringar till bl.a American Idol, German Idol, Australian Idol, Kid Cudi, Danity Kane, Kelly Clarkson, Clay Aitken, Canadian Tenors, Alexandra Burke, Monrose, Girls' Generation, SHINee, Super Junior, BoA, Namie Amuro, The Foo Conspiracy med många flera. Han kontrakterade även det svenska framgångsrika musikförlaget The Kennel (Kygo, Conrad Sewell, Peg Parnevik m.fl), produktionstrion Trinity (Chainsmokers, Girls' Generation m.fl), de prisbelönta brittiska låtskrivarna Steve Booker (Duffy, James Newman), Jamie Hartmann och Karen Poole (Kylie Minogue), Viktor Norén, Hanne Sörvaag, Dsign Music, Sugarplum Fairy, Will Simms, Herbie Crichlow samt det internationellt mycket framgångsrika danska musikförlaget Tigerspring.   
Den 16 mars 2011 presenterades Lidell som juryordförande i TV4:s populära tv-program Idol 2011  där han medverkade under en säsong.
Under våren 2016 lämnade Lidell sin roll hos Universal Music Publishing för att starta upp det nya internationella musikbolaget EKKO Music Rights (EMR) som delägare och VD. EMR fick en flygande start med Ricky Martins hit "Vente Pa'Ca" (Sony Music). Med över 1,8 miljarder YouTube-visningar, en stor mängd internationella förstaplaceringar, över en halv miljard streams och multiplatina-försäljning fick låten, dess upphovsmän och EMR, flera utmärkelser av de amerikanska upphovsrättsorganisationerna SESAC, ASCAP och BMI under 2017 och 2018. "Vente Pa'Ca" blev även nominerad i två kategorier vid Latin Grammy Awards i Las Vegas i november 2017: "Song of The Year" samt "Record of The Year". Under samma år belönades Lidell med det prestigefyllda priset Tampere Music Award's "Exceptional Achievement In Music Business" av Music Finland, den finska musikexportens organisation. I mars 2018 vann EKKO Music Rights kategorin "Årets Opphaver 2017 - Populaermusikk" vid Musikforleggerprisen i Oslo, Norge. Lidells EMR-kontrakterade upphovspersoner har vunnit flera musikpris, både lokalt och internationellt inklusive Regeringens Exportpris och Förlagspriset "Årets Internationella Framgång". Under 2018–2020 arbetade Lidell med några av världens mest framgångsrikaste artister: BTS, Twice, Super M, NCT 127, Way V och NCT Dream vilket resulterade i ett flertal amerikanska och globala förstaplaceringar.   
2022 delfinansierade Lidell, tillsammans med en grupp profiler i musikbranschen, Anders Bagges deltagande i Melodifestivalen och där hans bidrag "Bigger Than The Universe" slutade på 2:a plats. Sedan 2023 är Lidell delägare och aktiv i ett bolag inom techindustrin samt bedriver konsultverksamhet inom musikbranschen. 